# Gołąbek grabowy

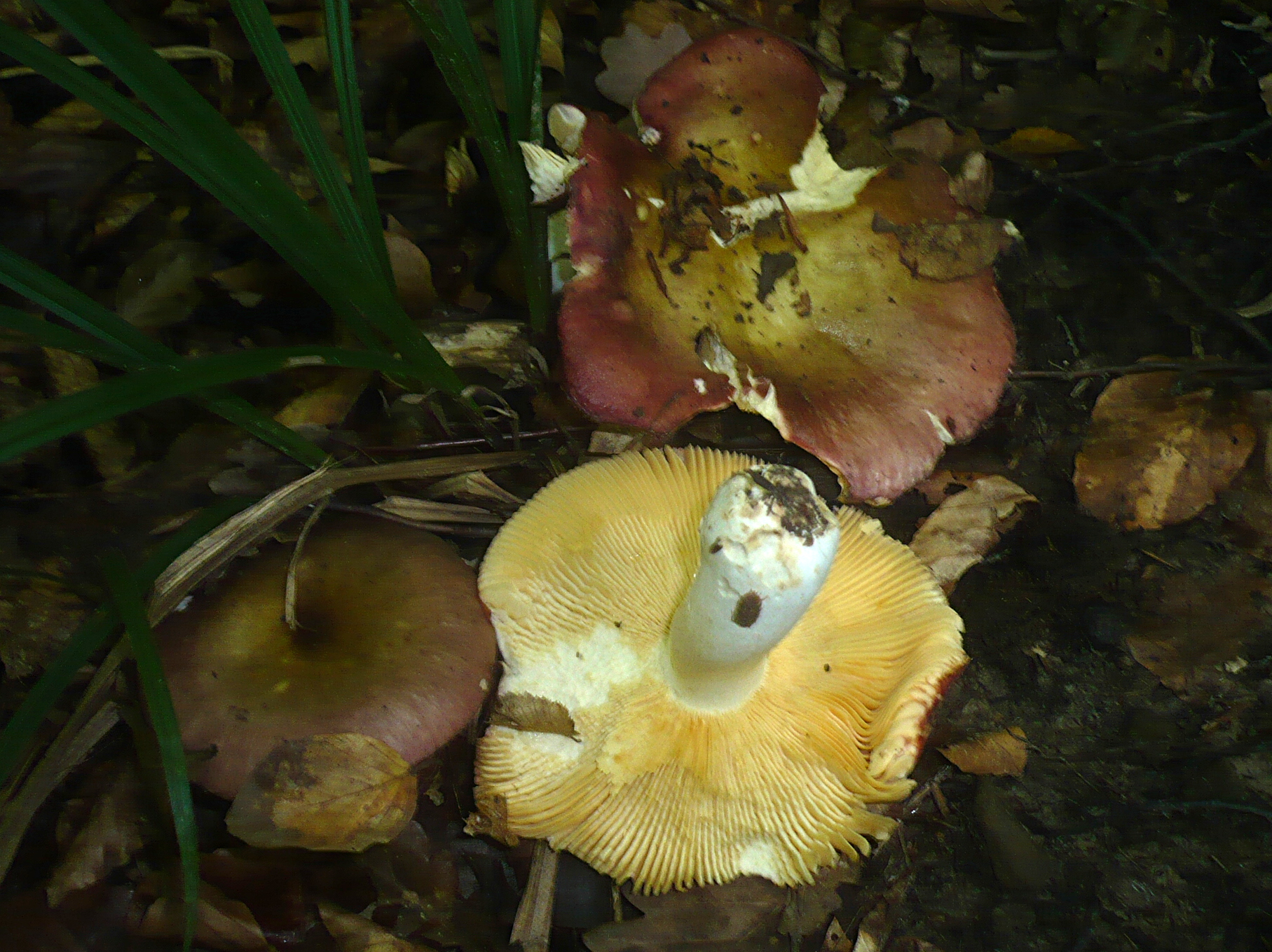

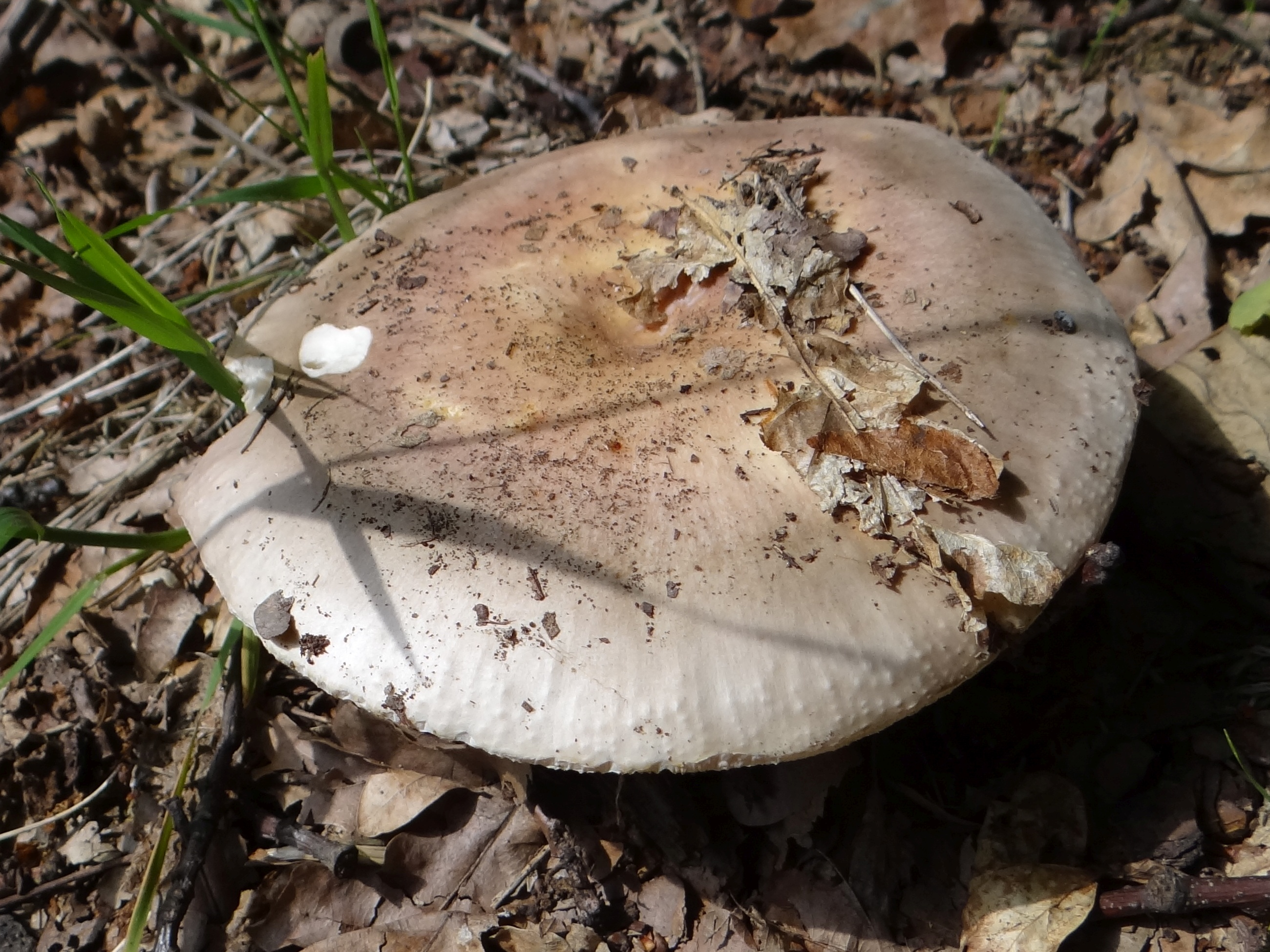

Gołąbek grabowy (Russula carpini R. Girard & Heinem.) – gatunek grzybów należący do rodziny gołąbkowatych (Russulaceae).

## Systematyka i nazewnictwo
Pozycja w klasyfikacji według Index Fungorum: Russula, Russulaceae, Russulales, Incertae sedis, Agaricomycetes, Agaricomycotina, Basidiomycota, Fungi.
Po raz pierwszy opisali go w 1956 r. R. Girard i Paul Heinemann pod grabami we Francji. Synonimy:
- Russula carpini f. olens Donelli 2000
- Russula carpini f. tenella Bon 1979
- Russula carpini var. tenella (Bon) Bon 1988[2].

Polska nazwa według internetowego atlasu grzybów.

## Morfologia
Kapelusz
Średnica 6–10 cm, mięsisty, początkowo półkulisty, później płaskowypukły, czasem lekko wklęsły lub z niewielkim garbkiem. Brzeg cienki, prążkowany, często klapowany, skórka lepka, dająca się ściągnąć z 1/3 do 2/3 średnicy kapelusza. Powierzchnia różnobarwna: fioletowa, fioletowo-różowa, brązowa, ochrowa, żółto-oliwkowa, bladożółta i rdzawa.
Blaszki
Dość gęste, szerokie, zaokrąglone, tępe, przez długi czas bladopomarańczowe
Trzon
Krótki, nierównomiernie cylindryczny, początkowo pełny, potem komorowaty, białawy, lekko szarawy i żółty.
Miąższ
Zwarty, kruchy, białawobrązowawy. Smak lekko gorzki, u młodych okazów cierpki, zapach jak gołąbka smacznego (Russula delica).
Cechy mikroskopowe
Bazydiospory 7,6–9,0 µm x 6,1–7,4, z kolcami i pojedynczymi brodawkami. Cystydy 55–80 µm x 10–12,5 µm, zanurzone lub lekko wystające, lancetowate, w sulfowanilinie lekko niebieskawe. Dermatocystydy o szerokości 6–7 µm.

## Występowanie i siedlisko
Podano jego stanowiska tylko w Europie. Brak go w opracowanym w 2003 r. przez Władysława Wojewodę wykazie wielkoowocnikowych grzybów podstawkowych Polski, po raz pierwszy jego stanowiska podano w 2015 r. Aktualne stanowiska podaje także internetowy atlas grzybów. Znajduje się w nim na liście gatunków zagrożonych i wartych objęcia ochroną.
Naziemny grzyb mykoryzowy występujący w lasach grabowych.